# Liste der Kreisstraßen in Hagen
Die Liste der Kreisstraßen in Hagen ist eine Auflistung der Kreisstraßen in der kreisfreien Stadt Hagen, Nordrhein-Westfalen.

## Abkürzungen
- K: Kreisstraße
- L: Landesstraße

## Liste
Die Kreisstraßen behalten die ihnen zugewiesene Nummer innerhalb von Nordrhein-Westfalen auch bei einem Wechsel in einen Kreis oder in eine andere kreisfreie Stadt. Nicht vorhandene bzw. nicht nachgewiesene Kreisstraßen werden in Kursivdruck gekennzeichnet, ebenso Straßen und Straßenabschnitte, die unabhängig vom Grund (Herabstufung zu einer Gemeindestraße oder Höherstufung) keine Kreisstraßen mehr sind.
Der Straßenverlauf wird in der Regel von Nord nach Süd und von West nach Ost angegeben.
| Nr.  | Verlauf |
| ---- | --- |
| K 1  | – Altenhagener Straße – Boeler Straße – K 2 – Boeler Straße – L 704 – Knippschildstraße – K 3 – Sauerlandstraße – L 703 – Industriestraße – Dolomitstraße – Hammacherstraße – |
| K 2  | – Fuhrparkstraße – Alexanderstraße – K 1 – Alexanderstraße – Am Sportpark – Eduard-Müller-Straße – L 703 – Bülowstraße – Brunnenstraße – – Eppenhauser Straße – Emster Straße – K 4 – Emster Straße – Bergruthe – Am Berghang – Im Langenstück – Hummelbachstraße – Delsterner Straße – |
| K 3  | L 674 – Buschmühlenstraße – L 703 – K 1 – Industriestraße – Sauerlandstraße – Hoheleye – L 704 |
| K 4  | – Wasserloses Tal – Karl-Ernst-Osthaus-Straße – K 2 – Karl-Ernst-Osthaus-Straße – L 704 |
| K 5  | L 675 – Westhofener Straße – L 703 |
| K 6  | – Sporbecker Weg – Wolfskuhler Weg – Tückingstraße – |
| K 15 | (K 15 im Ennepe-Ruhr-Kreis) – Stadtgrenze – Vogelsanger Straße – (K 15 im Ennepe-Ruhr-Kreis) |

## Quelle
- Landesvermessungsamt Nordrhein-Westfalen, Kreiskarte Nr. 11: Ennepe-Ruhr-Kreis, Stadt Hagen